# Turun Palloseura
Turun Palloseura é uma equipe finlandesa de futebol com sede em Turku. Disputa a segunda divisão da Finlândia (Ykkönen).
Seus jogos são mandados no Paavo Nurmi Stadium, que possui capacidade para 13.000 espectadores.

## História
O Turun Palloseura foi fundado em 1922.

## Títulos
- Veikkausliiga: 8
  - 1928, 1939, 1941, 1949, 1968, 1971, 1972, 1975

- Copa da Finlândia: 3
  - 1991, 1994, 2010

- Copa da Liga Finlandesa: 1
  - 2012

## Elenco
Atualizado em 22 de outubro de 2020. 
Legenda
- : Capitão